# 1983 en science-fiction
| Années de la science-fiction : 1980 - 1981 - 1982 - 1983 - 1984 - 1985 - 1986    |
| Décennies de la science-fiction : 1950 - 1960 - 1970 - 1980 - 1990 - 2000 - 2010 |

L'année 1983 a été marquée, en matière de science-fiction, par les événements suivants.

## Événements
- Création de Yellow Submarine, fanzine français.
- Création du prix Atorox, prix finlandais de science-fiction.

## Prix

### Prix Hugo
- Roman : Fondation foudroyée (Foundation's Edge) par Isaac Asimov
- Roman court : Âmes (Souls) par Joanna Russ
- Nouvelle longue : Les Veilleurs du feu (Fire Watch) par Connie Willis
- Nouvelle courte : Les éléphants sont mélancoliques (Melancholy Elephants) par Spider Robinson
- Livre non-fictif : Isaac Asimov : The Foundations of Science Fiction par James E. Gunn
- Film ou série : Blade Runner, réalisé par Ridley Scott
- Éditeur professionnel : Edward L. Ferman
- Artiste professionnel : Michael Whelan
- Magazine amateur : Locus, dirigé par Charles N. Brown
- Écrivain amateur : Richard E. Geis
- Artiste amateur : Alexis Gilliland
- Prix Campbell : Paul O. Williams (en)

### Prix Nebula
- Roman : Marée stellaire  (Startide Rising) par David Brin
- Roman court : Hardfought par Greg Bear
- Nouvelle longue : Le Chant des leucocytes (Blood Music) par Greg Bear
- Nouvelle courte : Apaisement (The Peacemaker) par Gardner Dozois

### Prix Locus
- Roman de science-fiction : Fondation foudroyée (Foundation's Edge) par Isaac Asimov
- Roman de fantasy : L'Épée du licteur (Sword of the Lictor) par Gene Wolfe
- Premier roman : Parade nuptiale (Courtship Rite) par Donald Kingsbury
- Roman court : Âmes (Souls) par Joanna Russ
- Nouvelle longue : Djinn, No Chaser par Harlan Ellison
- Nouvelle courte : Sur (Sur) par Ursula K. Le Guin
- Recueil de nouvelles d'un auteur unique : Les Quatre Vents du désir (The Compass Rose) par Ursula K. Le Guin
- Anthologie : The Best Science Fiction of the Year #11 par Terry Carr, éd.
- Livre non-fictif ou de référence : The Engines of the Night par Barry N. Malzberg
- Magazine : Locus
- Maison d'édition : Pocket/Timescape
- Artiste : Michael Whelan

### Prix British Science Fiction
- Roman : Tik-Tok (Tik-Tok) par John Sladek
- Fiction courte : Images rémanentes (After-Images) par Malcolm Edwards

### Prix E. E. Smith Memorial
- Lauréat : Andre Norton

### Prix Seiun
- Roman japonais : Sayonara Jupiter par Sakyō Komatsu

### Prix Apollo
- L'Orbe et la Roue par Michel Jeury

### Grand prix de l'Imaginaire
- Roman francophone : L'Enfant du cinquième nord par Pierre Billon
- Nouvelle francophone : Papa Ier par Jacques Mondoloni

### Prix Kurd-Laßwitz
- Roman germanophone : Im Jahre 95 nach Hiroshima par Richard Hey

## Parutions littéraires

### Romans
- Les Bêtes enracinées par Serge Brussolo.
- Helliconia, l'été par Brian Aldiss.
- La Maison des Amazones par Marion Zimmer Bradley.
- Marée stellaire par David Brin.
- Millénium par John Varley.
- Les Robots de l'aube par Isaac Asimov.
- Les Semeurs d'abîmes par Serge Brussolo.
- Le Travail du furet à l'intérieur du poulailler par Jean-Pierre Andrevon.
- Valentin de Majipoor par Robert Silverberg.
- Les Voies d'Anubis par Tim Powers.

### Anthologies et recueils de nouvelles
- Univers 1983
- Au prix du papyrus par Isaac Asimov.
- Les Vents du changement par Isaac Asimov.
- Le Livre d'or de la science-fiction : Roger Zelazny par Roger Zelazny.
- Les Opérateurs humains par A. E. van Vogt.
- Le Livre d'or de la science-fiction : Jean-Pierre Andrevon.

### Nouvelles
- Basileus par Robert Silverberg.

## Sorties audiovisuelles

### Films
- 2019 après la chute de New York par Sergio Martino.
- Brainstorm par Douglas Trumbull.
- Le Dernier Combat par Luc Besson.
- Le Prix du danger par Yves Boisset.
- Le Secret des Sélénites par Jean Image.
- Épisode VI - Le Retour du Jedi par Richard Marquand.
- Les Exterminateurs de l'An 3000 par Giuliano Carnimeo.
- Wargames par John Badham.

### Téléfilms
- Le Cimetière des voitures par Fernando Arrabal.
- Le Jour d'après par Nicholas Meyer.
- Overdrawn at the Memory Bank par Douglas Williams.

### Séries
- V.

## Sorties vidéoludiques
- The Cosmic Balance II et Galactic Adventures par Strategic Simulations